# Oluf Hastrup
Oluf Hastrup (* 5. Februar 1875 in Frederiksberg; † 17. Februar 1933) war ein dänischer Seemann, Kaufmann und kommissarischer Inspektor in Grönland.

## Leben
Oluf Hastrup war der Sohn des Partikuliers Jens Hastrup und seiner Frau Petra Hansine Aneline Petersen. Über seinen Vater war er ein Cousin des Seeoffiziers Rørd Regnar Johannes Hammer (1855–1930). Er besuchte Schneekloths Latin- og Realskole in Kopenhagen. 1889 fuhr er an Bord der Fylla nach Grönland und war danach bis 1894 als Seemann zwischen Dänemark und Grönland unterwegs. 1894 wurde er Büroangestellter beim Handelsunternehmen United States Express in New York City.
Am 1. April 1895 wurde er von Den Kongelige Grønlandske Handel zum Volontär in Qaqortoq ernannt. Er fuhr mit der Hvidbjørnen nach Grönland, als sie bei Itilliatsiaq sank, wobei alle überlebten, aber die gesamte Ladung verloren ging. 1899 wurde er zum kommissarischen Bergbaukontrolleur in Ivittuut ernannt. Am 1. April 1900 wurde er zum Handelsassistenten befördert. Von 1902 bis 1903 hielt er sich ein Jahr mit Heimaturlaub in Dänemark auf. Nach seiner Rückkehr war er ab 1903 in Sisimiut tätig und ab 1904 in Nuuk. Von 1906 bis 1908 war er erneut beurlaubt. Dabei heiratete er am 14. April 1908 in Frederiksberg Julie Gnatt (1888–?), Tochter des Fabrikanten Carl Heinrich Rudolph Gnatt und seiner Frau Julie Caroline Møller. Aus der Ehe ging unter anderem die Tochter Ruth Julie Gnatt Hastrup (1910–?) hervor, die mit dem Kolonialverwalter Leif Hagensen (1900–1976) verheiratet war. 1908 wurde er Handelsassistent in Nanortalik und ab 1910 in Maniitsoq. Dort wurde er 1912 zum Kolonialverwalter befördert. Von 1913 bis 1915 war er für den zurückgetretenen Ole Bendixen kommissarischer Inspektor von Südgrönland. Anschließend erhielt er ein weiteres Jahr Urlaub. Nach seiner Rückkehr wurde er Kolonialverwalter in Qaqortoq. Von 1920 bis 1921 war er Mitglied der Grønlandskommission. Hierfür erhielt er am 3. August 1921 das Ritterkreuz des Dannebrogordens.
1927 reiste er heim und ließ sich 1929 vom Amt befreien. Anschließend arbeitete er als Berater. Er starb vier Jahre später nach langer schwerer Krankheit im Alter von 58 Jahren.